# James Lind
Pour les articles homonymes, voir Lind.
James Lind, né le 4 octobre 1716 à Édimbourg et mort le 13 juillet 1794 à Gosport, est un médecin écossais et un pionnier de l'hygiène dans la marine royale britannique.

## Biographie

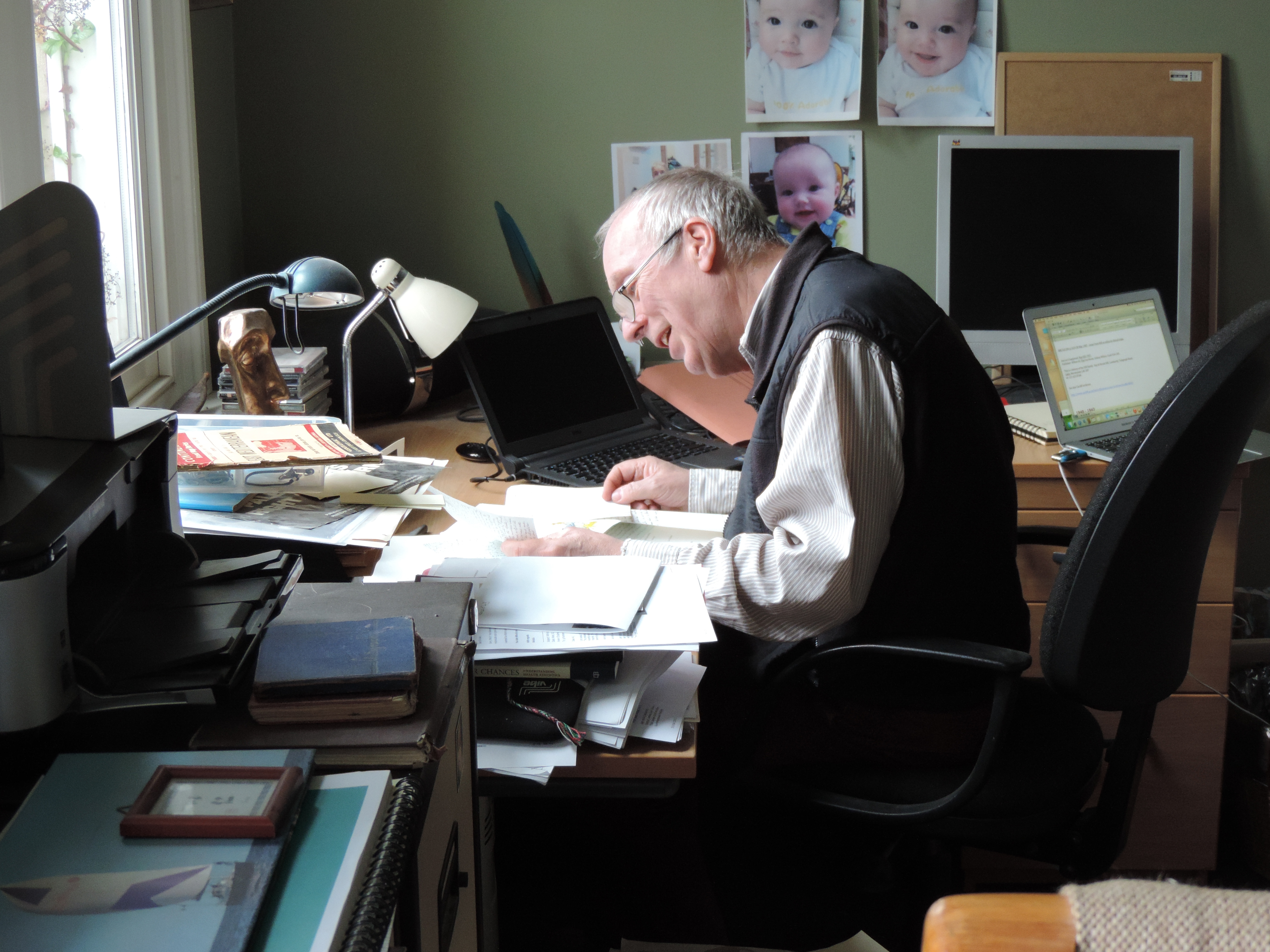
Sir Iain Chalmers fondateur de la bibliothèque James Lind

James Lind est né à Édimbourg en Écosse en 1716 après une sœur aînée. Il a fait ses études au lycée d'Édimbourg.
En 1731, il commence ses études de médecine comme apprenti du Dr George Langlands, membre du futur Collège royal de chirurgie. En 1739, il entre dans la Marine comme chirurgien en second et navigue en Méditerranée, le long de la côte africaine et aux Antilles. En 1747 il est nommé chirurgien en chef du HMS Salisbury de la Flotte de la Manche et c'est là qu'il mène son expérience sur le traitement du scorbut pendant que son navire patrouille dans le golfe de Gascogne, d'août à octobre. Il quitte ensuite la marine pour rédiger sa thèse sur les maladies vénériennes : c'est l'époque où plusieurs escadres britanniques sont transformées en cercueils flottants (Amiral Vernon et Amiral Anson).
Il obtient son diplôme de médecin et s'installe à Édimbourg où il publie en 1754 A Treatise on the Scurvy dont la traduction en français attira l'attention du monde des marins dans toute l'Europe. Il publie une seconde édition plus complète en 1757, et une troisième en 1772. En mai 1754 Lind publie dans le Edinburgh Monthly Magazine un mémoire sur les sels de plomb toxiques dont est recouverte la vaisselle des navires ; en 1757, il édite An Essay on the most effectual means of Preserving the Health of Seamen in the Royal Navy, qui contient des remarques sur la prévention de la malaria et des maladies courantes sur les navires. Deux rééditions suivront, en 1762 et en 1779.
Il épouse Isabella Dickie et ils ont deux fils, John et James. Son fils aîné, John Lind FRSE (1751–1794), fait ses études de médecine à l'université de St Andrews et obtient son diplôme en 1777 ; il prendra la suite de son père à la tête du service de médecine de l'hôpital Haslar en 1783. Son frère, James (1765–1823), a fait carrière dans la marine.
En 1758, il est nommé médecin en chef de l’hôpital naval de Gosport, Hampshire dans le sud de l'Angleterre où il vivra avec sa famille jusqu'en 1794. Il continue à publier le résultat de ses recherches médicales sur les épidémies de typhus et les maladies tropicales. Il découvre que la vapeur d'eau salée est buvable et regroupe toutes ses observations dans An Essay on Diseases incidental to Europeans in Hot Climates, qu'il publie en 1768. Cet ouvrage a un retentissement aussi considérable que celui sur le scorbut, sera réédité cinq fois du vivant de Lind et traduit en français ainsi qu'en allemand.
James Lind prend sa retraite en 1783. Il meurt à Gosport le 13 juillet 1794.
Une bibliothèque en son nom a été créée à Oxford ainsi qu'un site web plurilingue, par le chercheur Iain Chalmers, de la Collaboration Cochrane en tant que coordinateur de l'Initiative James Lind.

## Premier essai clinique

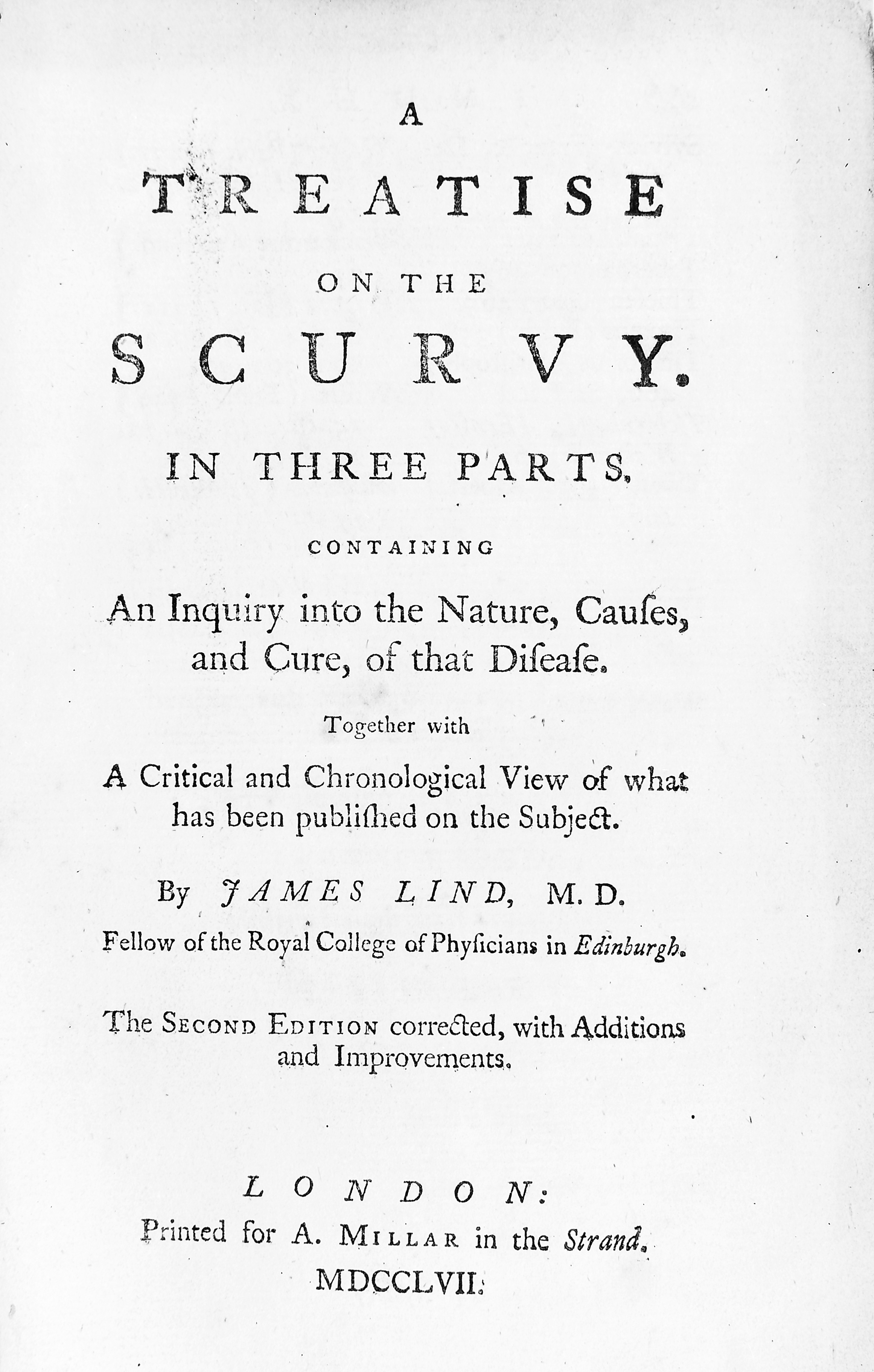
Traité sur le scorbut, édition de 1757

James Lind a mené ce qui a été considéré comme le premier essai clinique de l’histoire de la médecine européenne.
Le docteur Lind qui servait en 1747 sur le vaisseau du roi de 50 canons Le Salisbury, entreprit une expérience sur les marins malades du scorbut. Ayant divisé 12 marins scorbutiques en six groupes de deux, il administra à chaque groupe une substance différente, la nutrition des groupes étant par ailleurs identique. Ces substances étaient : 1. le cidre, 2. de l'acide sulfurique dilué (25 gouttes d’élixir de vitriol), 3. du vinaigre, 4. un électuaire compose d’ail, de raifort, de baume du Pérou et de myrrhe, 5. de l'eau de mer et 6. des oranges et citrons. Seul le dernier groupe a rapidement guéri du scorbut,.
James Lind publiera un compte rendu de son expérience six ans plus tard (en 1753) dans son ouvrage A treatise of the scurvy, traduit en français (en 1756), sous le nom de Traité du scorbut : divisé en trois parties, contenant des recherches sur la nature, les causes & la curation de cette maladie. Dans ce gros ouvrage de 471 pages, après avoir parcouru les écrits anciens sur le scorbut, les différents types de scorbuts (froid, chaud, acide, alcalin, de mer, de terre, etc.), et les analyses des « vraies causes du scorbut », on finit par trouver à partir de la page 258, dans un chapitre sur La Cure Prophylactique, la description de l’expérience montrant la valeur d’un remède remarquablement efficace et pourtant très simple : « prendre deux oranges et un citron par jour ». Les conclusions de expérience de Lind, qui paraissent essentielles pour tout contemporain qui sait que le scorbut est dû à une carence en vitamine C, sont noyées dans une longue réflexion sur l’origine de la maladie qu’il attribue à l’humidité et au froid.
À l’appui de son expérimentation, il rapporte qu’un amiral britannique observa les marins hollandais qui comme les britanniques allaient sur la mer Baltique mais qui étaient beaucoup moins affligés de scorbut. La raison selon lui, ne pouvait être que la différence d’alimentation. Ils venaient de la Méditerranée et avaient « fait provision à Livourne d’une grande quantité de limons & d’oranges ». Les gens de l’équipage qui purent en manger tant qu’ils voulurent rentrèrent au port en parfaite santé.
Conscient qu’il n’est pas possible de subvenir en permanence au besoin d’un équipage en agrumes frais, lors d’un long voyage en mer, Lind propose d’en exprimer le jus et de le faire réduire à la chaleur. On peut alors mettre le concentré dans une bouteille et le conserver plusieurs années. Malheureusement, Lind ne savait pas que l’ébullition au cours de la préparation détruisait la vitamine C et donc les propriétés antiscorbutiques. Lind croit pourtant pouvoir assurer que :« Pour ce qui est de ses vertus, elles ne seront nullement inférieures à celles des oranges et des citrons récents. Ceux qui sont versés dans la chymie doivent en être convaincus, sachant qu'il ne s'est perdu, par l'évaporation, que du phlegme et une partie de l'acide, à peine sensible. » (Traité p. 283-84). Avant de recommander sa préparation, il ne prend pas le soin de tester son efficacité sur les scorbutiques.
Alors qu'il vient de montrer que les citrons et les oranges guérissent les marins scorbutiques, Lind argumente à partir d’observations diverses sur l'intérêt de toute une longue liste de traitements, dans laquelle les agrumes sont à peine mentionnés. Le scorbut peut être combattu par
- l’exercice et l’air pur, « rien n’est plus excellent pour la guérison du scorbut, que de respirer l’air pur de la campagne, & de faire un exercice modéré »
- « la nourriture des scorbutiques doit être légère et facile à digérer, ...du bouillon ou de la soupe, faits avec de la viande fraîche & beaucoup de végétaux ». Parmi une longue liste d’aliments recommandés, sont cités en passant les oranges, les citrons, les pommes.

Ses conseils concernant l'utilisation préventive d’agrumes n'ont pas été pris au sérieux de son vivant et se sont heurtés à un scepticisme général dans tous les milieux: un fruit quotidien contre une maladie aussi grave ? Le remède était vu à l’époque comme un cadeau précieux qu’on pouvait offrir aux enfants à Noël. Sous l’Ancien régime, les oranges étaient cultivées dans les serres chauffées des cours princières. En Angleterre comme en France, les oranges étaient si chères au XVIIIe siècle, qu’elles étaient souvent offertes comme étrennes de fin d’année. Dans l’imaginaire de l’époque, seuls des remèdes puissants pouvaient lutter contre des maladies redoutables.
Si Lind avait pleinement tiré les conclusions de ses expériences, il aurait recommandé à l’Amirauté de fournir régulièrement à la flotte les oranges et les citrons. Mais il ne le fit jamais.
Dans la réédition de son Traité parue en 1772, Lind confirme son scepticisme sur l’efficacité des oranges et citrons. Quand il était médecin-chef de l’hôpital royal naval de Haslar, il eut en charge de 300 à 400 scorbutiques. S’il avait vraiment eu confiance dans les résultats de ses expériences, menées 25 ans plus tôt, il aurait prescrit à ses patients des oranges et des citrons. Or il affirme « tous les médicaments ou toutes les méthodes de guérison qui pouvaient être suggérés furent essayées pour soulager les malades ». Il a gardé ouvert toutes les options envisagées dans le passé.
Le scorbut continuera à décimer les équipages durant des décennies après les travaux de Lind. Ce n'est qu'après 1795 que la Royal Navy a intégré, avec succès, le citron dans le régime alimentaire de ses marins au point de parodier l'axiome de la pomme (An apple a day keeps the doctor away) et de valoir le surnom de limeys aux marins britanniques. En France, il faudra encore plus longtemps. La prévention du scorbut sur les bateaux français ne se fera qu’en 1856, après la dramatique épidémie de scorbut durant la guerre de Crimée.
Mais en 1860, l'Amirauté décida, pour des raisons économiques, de remplacer le jus de citron méditerranéen par un substitut, le citron vert des Caraïbes, produit dans les plantations britanniques. C'est l'expédition arctique de George Nares en 1875 qui fit l'amère expérience du caractère inefficace du jus de lime mal conservé. Le même drame arriva en 1894 à l'expédition Jackson-Harmsworth et aux expéditions polaires de Scott dans les années 1910. Il faudra attendre la découverte fortuite des propriétés de la vitamine C pour identifier le problème.

## Hygiène à bord
À la veille de la Révolution, l'hygiène navale et la santé des matelots sont enfin devenues une préoccupation majeure des officiers de marine anglais et français, grâce aux publications de Lind et de Poissonnier-Desperières. Ces progrès sont la conséquence de nouvelles habitudes intellectuelles des chercheurs, de leur goût de l'observation et de l'expérimentation.
Une exposition récente sur Lind, organisée par l'Institut de la Médecine Navale d'Alverstoke à Gosport (10-11 septembre 2016) pour célébrer le 300e anniversaire de sa naissance, l'appelait à juste titre le père de l'hygiène navale. On lui doit en effet les mesures préventives concernant les épidémies de typhus à bord : douches et linge propre notamment. Il a également attiré l'attention sur la qualité de l'eau potable distribuée aux marins et proposé d'utiliser l'énergie solaire pour distiller l'eau de mer. Il a préconisé l'aération des lieux de vie, bien que l'usage de ventilateurs ait connu un succès mitigé.

## Santé aux colonies

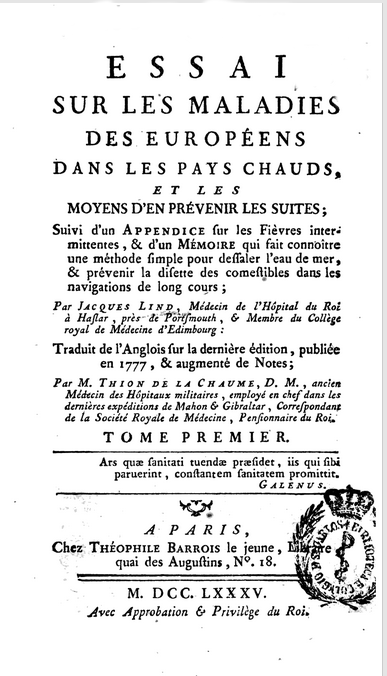
Traité sur les maladies tropicales

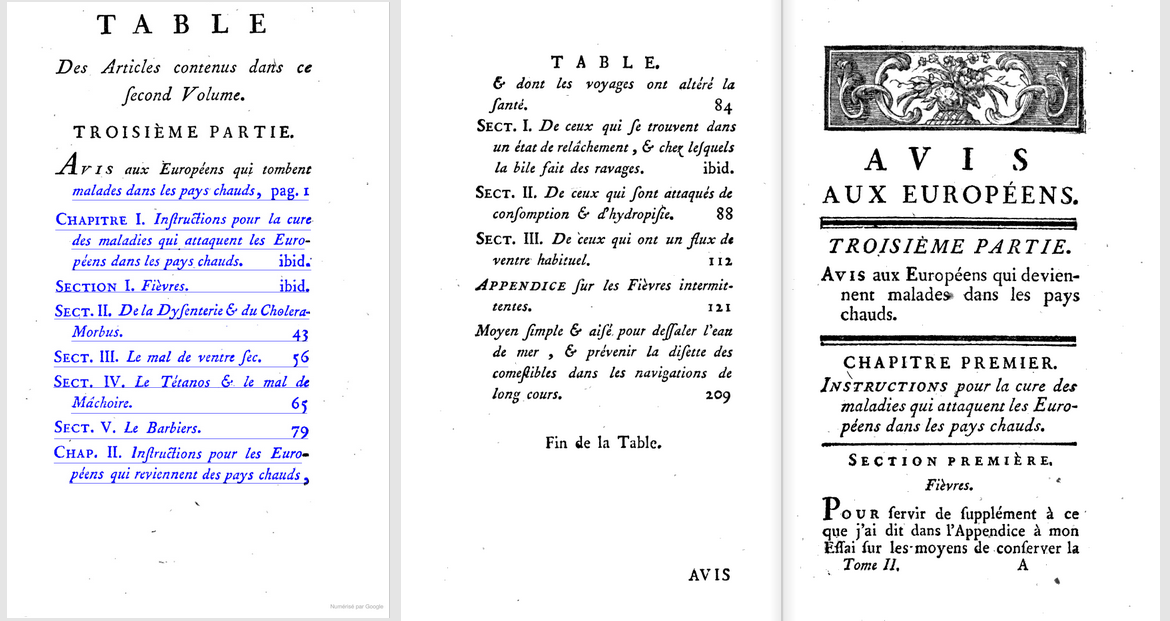
Table des matières

On pourrait aussi l'appeler le père de la médecine coloniale. Ses études ont ouvert la voie des études de médecine tropicale. Comme Lind l'annonce dans son introduction, « Les individus qui forment les émigrations (…) et quittent ainsi le lieu de leur naissance pour des pays lointains peuvent être assimilés à des végétaux transplantés dans un sol étranger, où ils ne peuvent être conservés et accoutumés qu'avec un soin extraordinaire. » Le premier chapitre traite des maladies tropicales subies pendant le séjour à l'étranger dans les pays chauds, notamment les différents types de fièvres, et le second des maladies au retour en métropole. Il se concentre sur la vie dans les comptoirs britanniques.
Lind signale systématiquement les traitements utilisés par les indigènes et l'utilisation des plantes locales. Il préconise l'usage de l'opium contre le tétanos.
Au retour de l'étranger, il conseille aux malades un séjour aux bains de Bath pour réparer leurs forces et remédier aux différents maux, sauf dans le cas de consomption (avec toux) — Lind conseille un séjour dans le sud de la France —, d'hydropisie — Lind recommande l'eau chaude de Bristol ou un voyage en mer en été — ; l'équitation étant déconseillée dans ces deux cas. Le dernier cas est la diarrhée.
Après avoir défendu son procédé de distillation de l'eau, il recommande d'améliorer l'ordinaire du matelot avec les plaquettes de bouillon, ou soupe portative, (avec recette et ajout d'épices pour en améliorer le goût), et de la poudre de salep, quand le pain et la farine viennent à manquer : « Comme deux livres de salep, avec autant de soupe portative, peuvent nourrir sainement un homme pendant un mois entier, ne conviendrait-il pas que chaque vaisseau qui met à la voile, se chargeât de ces objets proportionnément au nombre d'individus qui composent son équipage, pour obvier à des accidens imprévus qui peuvent épuiser les autres provisions dans le cours du voyage. Le salep et la soupe portative contenant la plus grande quantité de nourriture animale et végétale qu'on puisse rassembler dans un aussi petit volume, ne peuvent-ils pas être d'une ressource infinie quand, par le feu, par le naufrage, ou autres malheurs, les équipages se trouvent obligés à quitter leurs bâtimens, et à chercher un asyle dans leurs chaloupes ? »
Une table alphabétique très détaillée regroupe les noms de maladies, les noms de pays et les remèdes.
Les critiques de ses contemporains ont surtout porté sur la quantité considérable de notes et de références historiques, qui en alourdissaient la lecture.